# Норт-Сан-Педро (Техас)
Норт-Сан-Педро (англ. North San Pedro) — переписна місцевість (CDP) в США, в окрузі Нюесес штату Техас. Населення — 735 осіб (2020).

## Географія
Норт-Сан-Педро розташований за координатами 27°48′10″ пн. ш. 97°40′55″ зх. д. / 27.80278° пн. ш. 97.68194° зх. д. (27.802663, -97.682008).  За даними Бюро перепису населення США в 2010 році переписна місцевість мала площу 0,25 км², уся площа — суходіл.

## Демографія
Згідно з переписом 2010 року, у переписній місцевості мешкало 895 осіб у 252 домогосподарствах у складі 202 родин. Густота населення становила 3565 осіб/км².  Було 289 помешкань (1151/км²).
Расовий склад населення:
| - 75,5 % — білих - 0,2 % — корінних американців - 22,9 % — осіб інших рас |

До двох чи більше рас належало 1,3 %. Частка іспаномовних становила 98,3 % від усіх жителів.
За віковим діапазоном населення розподілялося таким чином: 30,9 % — особи молодші 18 років, 55,6 % — особи у віці 18—64 років, 13,5 % — особи у віці 65 років та старші. Медіана віку мешканця становила 32,3 року. На 100 осіб жіночої статі у переписній місцевості припадало 94,1 чоловіків;  на 100 жінок у віці від 18 років та старших — 96,2 чоловіків також старших 18 років.
Середній дохід на одне домашнє господарство  становив 41 208 доларів США (медіана — 37 730), а середній дохід на одну сім'ю — 39 138 доларів (медіана — 38 816). За межею бідності перебувало 17,7 % осіб, у тому числі 28,0 % дітей у віці до 18 років та 0,0 % осіб у віці 65 років та старших.
Цивільне працевлаштоване населення становило 346 осіб. Основні галузі зайнятості: освіта, охорона здоров'я та соціальна допомога — 21,1 %, фінанси, страхування та нерухомість — 19,7 %, виробництво — 13,6 %, роздрібна торгівля — 10,4 %.